# Robert Brauner

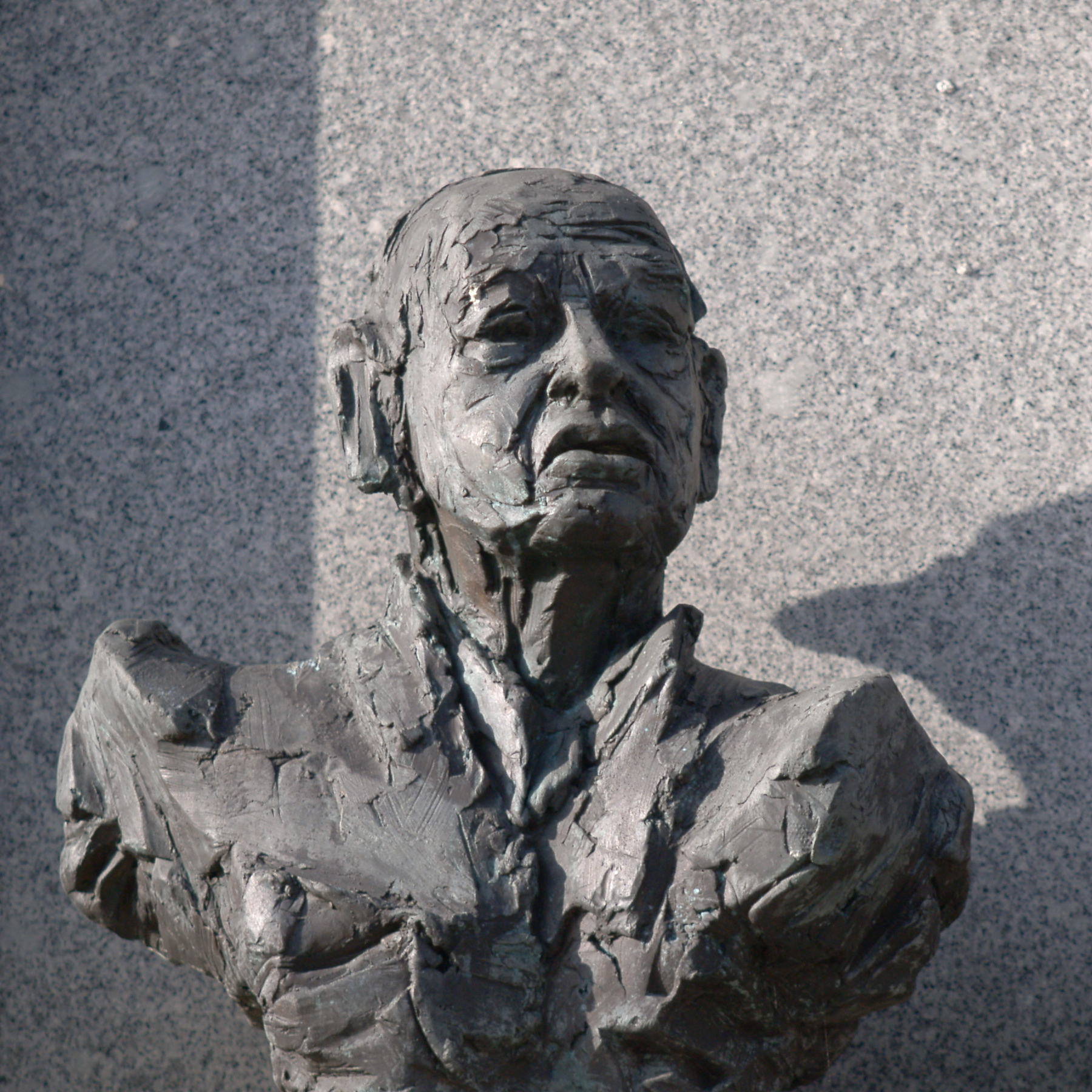
Büste von Robert Brauner an der Stadtgalerie, Robert-Brauner-Platz

Robert Brauner (* 12. April 1907 in Horsthausen; † 22. Oktober 1992 in Herne) war ein deutscher Politiker (SPD). Er war von 1951 bis 1974 Oberbürgermeister der Stadt Herne.

## Leben
Robert Brauner wurde als Sohn eines Bergmanns geboren. Er absolvierte eine Malerlehre und war später selbstständiger Meister des Maler- und Lackiererhandwerks.
Wegen seiner politischen Überzeugung wurde Brauner von den Nationalsozialisten während der NS-Zeit verfolgt. Er musste mehrere Jahre im Zuchthaus verbringen. Von der britischen Militärregierung wurde er im Dezember 1945 zum Mitglied einer 38-köpfigen Stadtverordnetenversammlung Hernes ernannt, deren Amtsperiode mit der ersten freien Kommunalwahl nach dem Zweiten Weltkrieg im Oktober 1946 endete.
Brauner amtierte von Oktober 1951 bis Dezember 1974 als Oberbürgermeister der Stadt Herne. Während seiner Amtszeit wurde die Städtepartnerschaft mit Hénin-Beaumont begründet. Nach der Gemeindereform und der damit zusammenhängenden Fusion der Stadt mit Wanne-Eickel war er von Januar bis Mai 1975 Beauftragter für die Wahrnehmung der Aufgaben des Rats und der Ratsvorsitzenden.
Er ist auf dem Südfriedhof in Herne beigesetzt.
Robert Brauner war seit 1933 mit Hedwig Nickel verheiratet.

## Ehrungen
- Ehrenbürger der Stadt Herne 1984
- Robert-Brauner-Platz mit Denkmal im Zentrum Hernes
- Robert-Brauner-Schule in Herne
- Robert-Brauner-Straße in Hénin-Beaumont (Mai 2014)